# Dasha
Dasha, vlastním jménem Dagmar Sobková, (* 27. června 1981 Zlín) je česká zpěvačka a muzikálová herečka, držitelka Ceny Thálie pro rok 2010.

## Život
Zpěvu a hudbě se věnuje od dětství, kdy hrála na housle a zpívala v pěveckém sboru Filharmonie Bohuslava Martinů ve Zlíně.
V roce 1996 vyhrála pěveckou soutěž mládeže Zlíntalent. Po studiu zpěvu na Pražské konzervatoři u Lídy Nopové se roku 1998 stala doprovodnou zpěvačkou Karla Gotta, později začala spolupracovat i s Helenou Vondráčkovou.
Jde také o velmi obsazovanou a úspěšnou muzikálovou herečku a zpěvačku, která vystupovala na mnoha významných českých hudebních scénách včetně plzeňského Divadla J. K. Tyla nebo na jevišti Hudebního divadla v Karlíně, kde ztvárnila postavu Máří Magdaleny ve světově proslulém muzikálu Jesus Christ Superstar. Za tuto roli v roce 2010 pak obdržela Cenu Thálie.
Jako sólistka vystupuje i samostatně v kapelách Moondance Orchestra a Pájky Pájk kapelníka a svého přítele Martina Kumžáka.
V roce 2009 propůjčila český zpívaný hlas Tianě (Anika Noni Rose, mluvené slovo nadabovala Zuzana Kajnarová) v Disneyovce Princezna a žabák.
Od prosince 2011 vysílá společně se zpěvákem Janem Smigmatorem hudební pořad Klub Evergreen na vlnách Dvojky Českého rozhlasu.
V roce 2017 se jí narodila dcera Žofie.

## Diskografie
- Dasha ... do peřin (1997)
- Konečně (2017)
- Dasha - Symphony (2020)

## Muzikálové role
- Ofélie (1998) - Hamlet
- Iago (2017) – Bahiya
- Bonnie & Clyde (2016) – hlavní role
- Aida (2012) – hlavní role
- Vražda za oponou (2011) – Georgia Hendricks
- Jesus Christ Superstar (2010) – Máří Magdaléna
- Monty Python's-Spamalot (2010) – Jezerní dáma
- Mona Lisa (2009) – hlavní role
- Carmen (2008) – Katarina, alternace s Lucií Bílou v roli Carmen
- Angelika (2007) – hlavní role
- Golem (2006)– Rebeka
- Hamlet (2005) – Ofélie
- Galileo (2003) – Mia
- Popelka (2001) – hlavní role